# Lavardens
Lavardens (prononcé [lavaʁdɛ̃s] ; Lavardens en gascon) est une commune française située dans le département du Gers, en région Occitanie. Sur le plan historique et culturel, la commune est dans le Pays d'Auch, un territoire céréalier et viticole qui s'est également constitué en pays au sens aménagement du territoire en 2003.
Exposée à un climat océanique altéré, elle est drainée par la Guzerde et la Coulègne.
Lavardens est une commune rurale qui compte 365 habitants en 2022, après avoir connu un pic de population de 1 408 habitants en 1831.  Elle fait partie de l'aire d'attraction d'Auch. Ses habitants sont appelés les Lavardenais ou  Lavardenaises.
Le patrimoine architectural de la commune comprend deux  immeubles protégés au titre des monuments historiques : l'église Saint-Michel, classée en 1960, et le château, classé en 1961.

## Géographie

### Localisation
Lavardens est situé à 18 km à l'ouest de Fleurance et à 20 km au nord-ouest d'Auch. La commune est traversée par la route départementale 103, qui la relie à la route départementale 930 Auch-Condom.
Le village est situé sur un éperon. C'est un village castral dominé par la masse imposante de son château. Le bourg révèle un urbanisme lié au relief : il est entaillé d'une rue principale que rejoignent des ruelles très abruptes.

### Communes limitrophes
Les communes limitrophes sont  Castillon-Massas, Cézan, Jegun, Mérens, Peyrusse-Massas, Préchac, Puységur, Roquefort et Saint-Lary.
| Cézan      | Préchac          | Puységur          |
| Jegun      | Lavardens        | Roquefort, Mérens |
| Saint-Lary | Castillon-Massas | Peyrusse-Massas   |

### Géologie et relief
Lavardens se situe en zone de sismicité 1 (sismicité très faible).

### Hydrographie

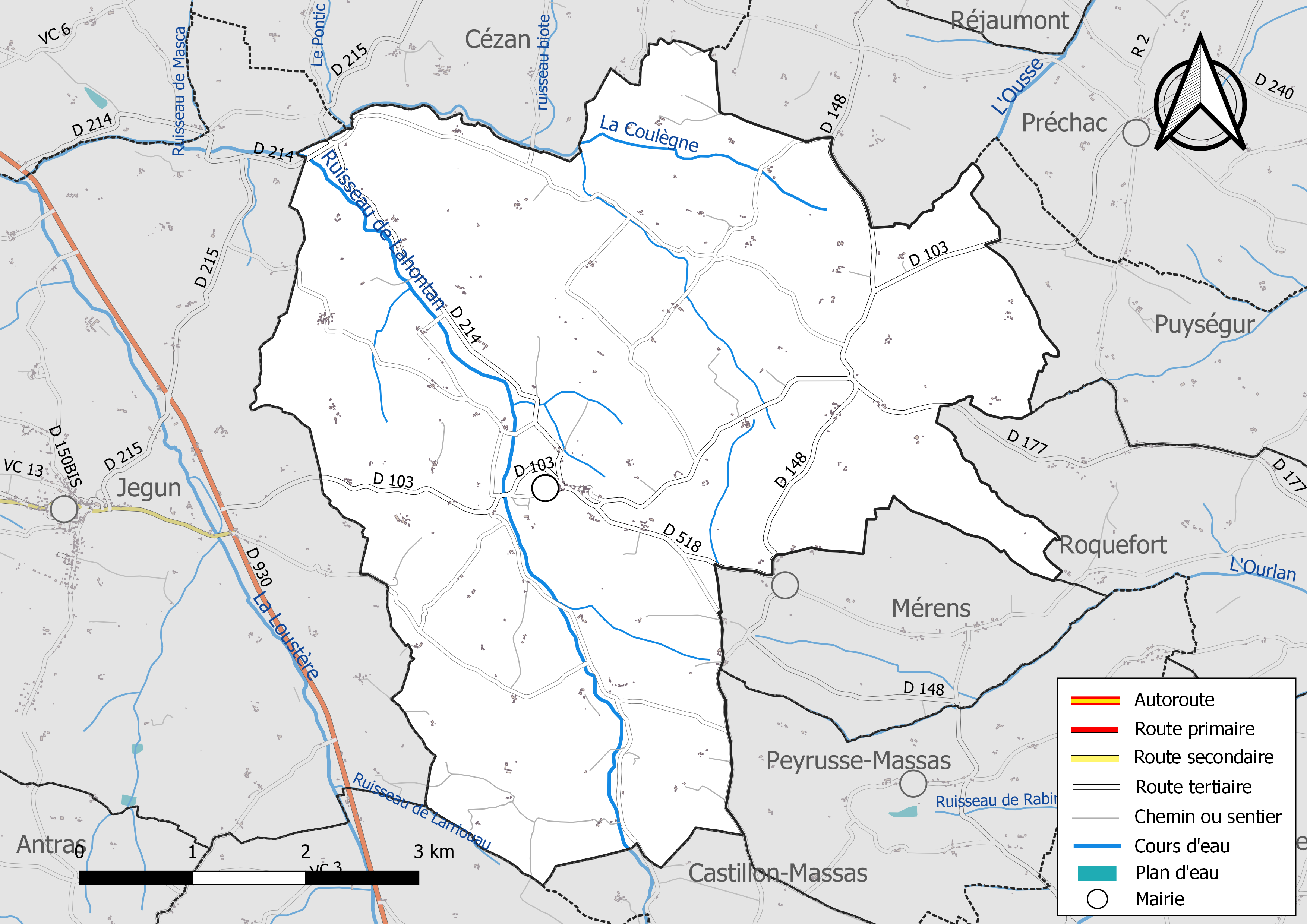
Réseaux hydrographique et routier de Lavardens.

La commune est dans le bassin de la Garonne, au sein du bassin hydrographique Adour-Garonne. Elle est drainée par la Guzerde, la Coulègne, le ruisseau biote, le ruisseau de Larriouau et par divers petits cours d'eau, qui constituent un réseau hydrographique de 21 km de longueur totale,.
La Guzerde prend sa source dans la commune de Castillon-Massas et s'écoule du sud-est vers le nord-ouest. Elle traverse la commune et se jette dans le ruisseau de Lahontan a sa sortie de la commune.

### Climat
Pour des articles plus généraux, voir Climat de l'Occitanie et Climat du Gers.
En 2010, le climat de la commune est de type climat du Bassin du Sud-Ouest, selon une étude s'appuyant sur une série de données couvrant la période 1971-2000. En 2020, Météo-France publie une typologie des climats de la France métropolitaine dans laquelle la commune est exposée à un climat océanique altéré et est dans la région climatique Aquitaine, Gascogne, caractérisée par une pluviométrie abondante au printemps, modérée en automne, un faible ensoleillement au printemps, un été chaud (19,5 °C), des vents faibles, des brouillards fréquents en automne et en hiver et des orages fréquents en été (15 à 20 jours).
Pour la période 1971-2000, la température annuelle moyenne est de 13 °C, avec une amplitude thermique annuelle de 15,4 °C. Le cumul annuel moyen de précipitations est de 764 mm, avec 9,4 jours de précipitations en janvier et 6,4 jours en juillet. Pour la période 1991-2020, la température moyenne annuelle observée sur la station météorologique la plus proche, située sur la commune de Beaucaire à 13 km à vol d'oiseau, est de 13,8 °C et le cumul annuel moyen de précipitations est de 775,9 mm,. Pour l'avenir, les paramètres climatiques de la commune estimés pour 2050 selon différents scénarios d'émission de gaz à effet de serre sont consultables sur un site dédié publié par Météo-France en novembre 2022.

### Milieux naturels et biodiversité
Aucun espace naturel présentant un intérêt patrimonial n'est recensé sur la commune dans l'inventaire national du patrimoine naturel,,.

## Urbanisme

### Typologie
Au 1er janvier 2024, Lavardens est catégorisée commune rurale à habitat très dispersé, selon la nouvelle grille communale de densité à sept niveaux définie par l'Insee en 2022.
Elle est située hors unité urbaine. Par ailleurs la commune fait partie de l'aire d'attraction d'Auch, dont elle est une commune de la couronne,. Cette aire, qui regroupe 112 communes, est catégorisée dans les aires de 50 000 à moins de 200 000 habitants,.

### Occupation des sols
L'occupation des sols de la commune, telle qu'elle ressort de la base de données européenne d’occupation biophysique des sols Corine Land Cover (CLC), est marquée par l'importance des territoires agricoles (99,6 % en 2018), une proportion identique à celle de 1990 (99,6 %). La répartition détaillée en 2018 est la suivante : 
terres arables (71,5 %), zones agricoles hétérogènes (28,2 %), forêts (0,4 %). L'évolution de l’occupation des sols de la commune et de ses infrastructures peut être observée sur les différentes représentations cartographiques du territoire : la carte de Cassini (XVIIIe siècle), la carte d'état-major (1820-1866) et les cartes ou photos aériennes de l'IGN pour la période actuelle (1950 à aujourd'hui).

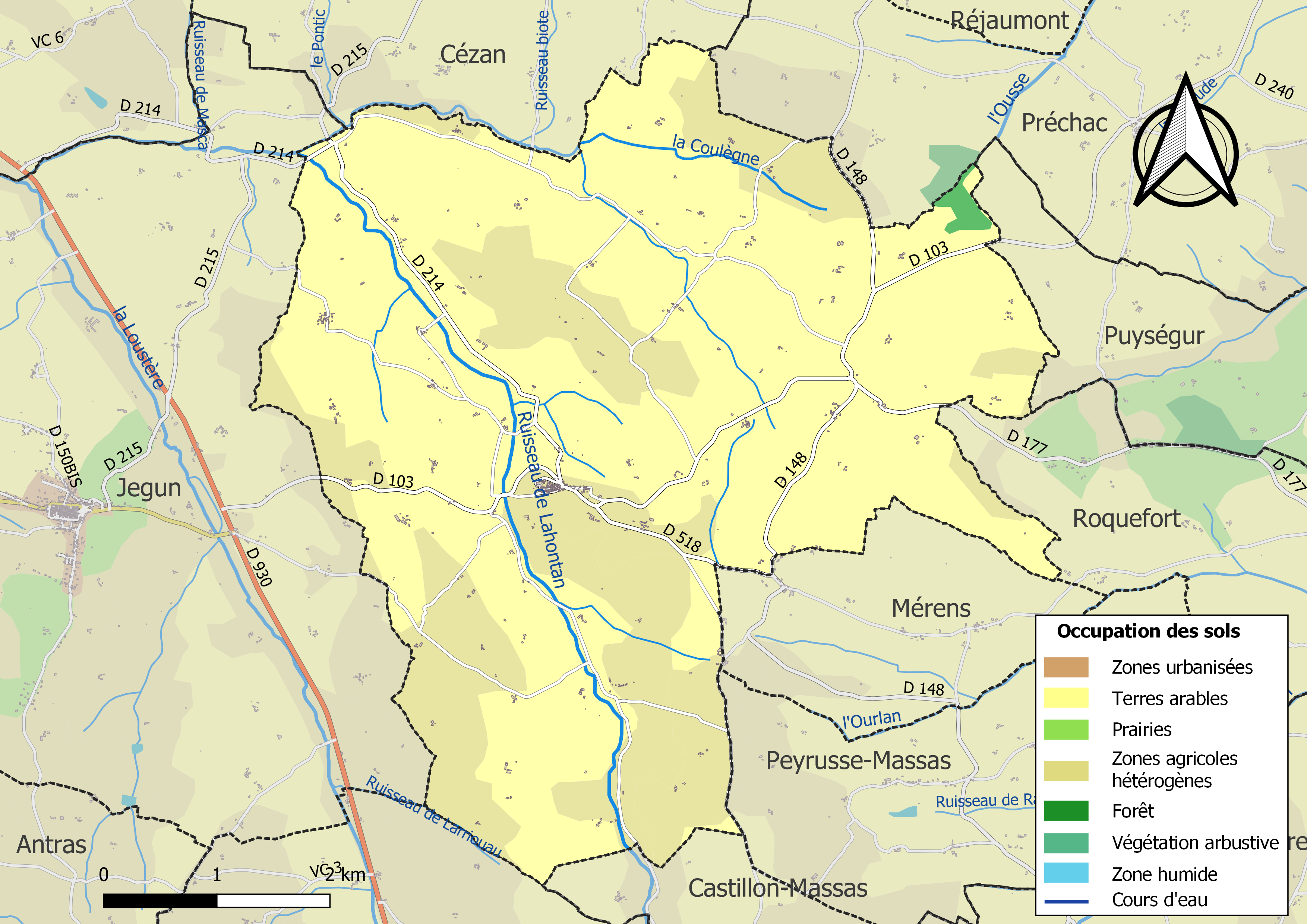
Carte des infrastructures et de l'occupation des sols de la commune en 2018 (CLC).

### Risques majeurs
Le territoire de la commune de Lavardens est vulnérable à différents aléas naturels : météorologiques (tempête, orage, neige, grand froid, canicule ou sécheresse) et séisme (sismicité très faible). Un site publié par le BRGM permet d'évaluer simplement et rapidement les risques d'un bien localisé soit par son adresse soit par le numéro de sa parcelle.

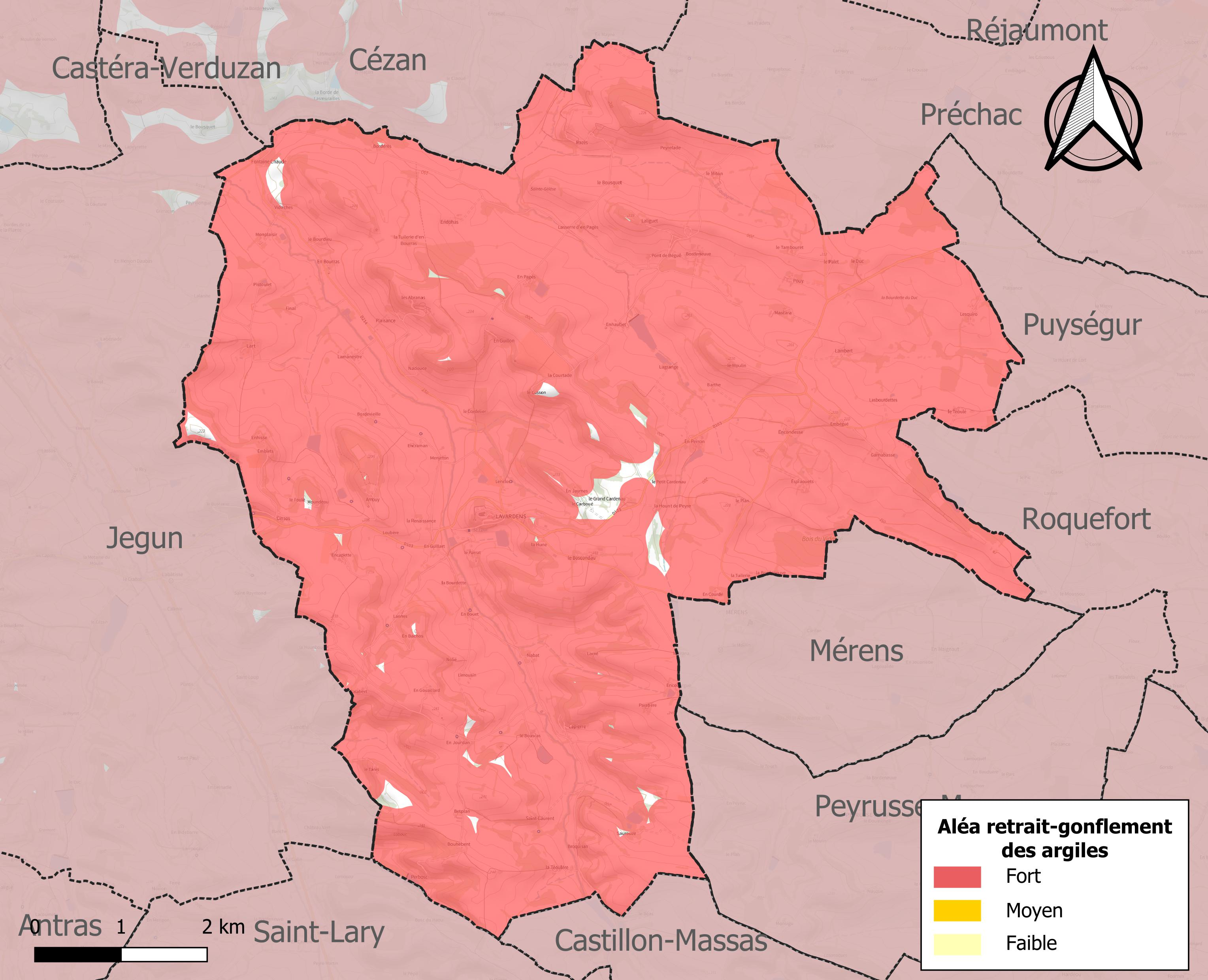
Carte des zones d'aléa retrait-gonflement des sols argileux de Lavardens.

Le retrait-gonflement des sols argileux est susceptible d'engendrer des dommages importants aux bâtiments en cas d’alternance de périodes de sécheresse et de pluie. 98,6 % de la superficie communale est en aléa moyen ou fort (94,5 % au niveau départemental et 48,5 % au niveau national). Sur les 215 bâtiments dénombrés sur la commune en 2019, 211 sont en aléa moyen ou fort, soit 98 %, à comparer aux 93 % au niveau départemental et 54 % au niveau national. Une cartographie de l'exposition du territoire national au retrait gonflement des sols argileux est disponible sur le site du BRGM,.
Par ailleurs, afin de mieux appréhender le risque d’affaissement de terrain, l'inventaire national des cavités souterraines permet de localiser celles situées sur la commune.
La commune a été reconnue en état de catastrophe naturelle au titre des dommages causés par les inondations et coulées de boue survenues en 1993, 1999, 2001, 2009, 2015 et 2018. Concernant les mouvements de terrains, la commune a été reconnue en état de catastrophe naturelle au titre des dommages causés par la sécheresse en 1989, 1996, 2003, 2009, 2012, 2016 et 2019 et par des mouvements de terrain en 1999.

## Histoire
Attestée dès les années 1140, la forteresse médiévale, capitale militaire des comtes d'Armagnac, fut démantelée en 1496 par Charles VIII lors du siège de Lavardens.
Le château primitif était propriété du seigneur de l'Isle-Arbéchan (aujourd'hui L'Isle-de-Noé). Puis le château resta dans la mouvance des comtes d'Armagnac jusqu'à leur disgrâce en 1473.
L'actuel château de Lavardens est attribué pour l'essentiel de sa reconstruction à l'architecte Pierre Levesville qui réalisa les travaux pour le maréchal de Roquelaure, à partir de 1608. Antoine de Roquelaure construit ce château pour abriter ses amours avec sa jeune épouse Suzanne de Bassabat. Toutefois, il meurt sans avoir terminé sa tâche. Le château échoit alors, par voie d'héritage, à la famille de Rohan. Acheté ensuite, en 1752, par le marquis de Mirabeau, puis par la famille de Pins — propriétaire de  1766 à 1852, le château ne subit que quelques modifications.
Au XIXe siècle, le château est vendu en copropriété. Faute d'entretien, la toiture s'effondre en 1923.
Aujourd'hui, l'association de sauvegarde du château de Lavardens, propriétaire de celui-ci, le restaure depuis 1970 et gère l'accueil ainsi que les différentes animations et expositions.

## Politique et administration
| Période                                  | Période  | Identité          | Étiquette | Qualité       |
| ---------------------------------------- | -------- | ----------------- | --------- | ------------- |
| Les données manquantes sont à compléter. |          |                   |           |               |
| 1977                                     | 2001     | Robert Fourcade   |           |               |
| 2001                                     | 2014     | Jean-Pierre Mothe |           |               |
| 2014                                     | 2020     | Nicole Pascolini  | PS        | Fonctionnaire |
| 2020                                     | En cours | Claude Macary     |           |               |

## Population et société

### Démographie
| 1793  | 1800  | 1806  | 1821  | 1831  | 1841  | 1846  | 1851  | 1856  |
| ----- | ----- | ----- | ----- | ----- | ----- | ----- | ----- | ----- |
| 1 136 | 1 245 | 1 073 | 1 296 | 1 408 | 1 117 | 1 201 | 1 120 | 1 074 |

| 1861  | 1866  | 1872 | 1876  | 1881  | 1886 | 1891 | 1896 | 1901 |
| ----- | ----- | ---- | ----- | ----- | ---- | ---- | ---- | ---- |
| 1 075 | 1 060 | 978  | 1 020 | 1 030 | 988  | 912  | 864  | 824  |

| 1906 | 1911 | 1921 | 1926 | 1931 | 1936 | 1946 | 1954 | 1962 |
| ---- | ---- | ---- | ---- | ---- | ---- | ---- | ---- | ---- |
| 783  | 758  | 709  | 720  | 685  | 635  | 614  | 577  | 517  |

| 1968 | 1975 | 1982 | 1990 | 1999 | 2004 | 2006 | 2009 | 2014 |
| ---- | ---- | ---- | ---- | ---- | ---- | ---- | ---- | ---- |
| 504  | 422  | 373  | 377  | 378  | 375  | 372  | 410  | 396  |

| 2019 | 2022 | - | - | - | - | - | - | - |
| ---- | ---- | - | - | - | - | - | - | - |
| 369  | 365  | - | - | - | - | - | - | - |

## Économie

### Revenus
En 2018  (données Insee publiées en septembre 2021), la commune compte 174 ménages fiscaux, regroupant 368 personnes. La médiane du revenu disponible par unité de consommation est de 21 620 € (20 820 € dans le département).

### Emploi
|                | 2008  | 2013  | 2018  |
| -------------- | ----- | ----- | ----- |
| Commune        | 7,3 % | 5,9 % | 7 %   |
| Département    | 6,1 % | 7,5 % | 8,2 % |
| France entière | 8,3 % | 10 %  | 10 %  |

En 2018, la population âgée de 15 à 64 ans s'élève à 205 personnes, parmi lesquelles on compte 78,1 % d'actifs (71,1 % ayant un emploi et 7 % de chômeurs) et 21,9 % d'inactifs,. En  2018, le taux de chômage communal (au sens du recensement) des 15-64 ans est inférieur à celui de la France et département, alors qu'en 2008 il était supérieur à celui du département et inférieur à celui de la France.
La commune fait partie de la couronne de l'aire d'attraction d'Auch, du fait qu'au moins 15 % des actifs travaillent dans le pôle,. Elle compte 67 emplois en 2018, contre 88 en 2013 et 68 en 2008. Le nombre d'actifs ayant un emploi résidant dans la commune est de 150, soit un indicateur de concentration d'emploi de 44,4 % et un taux d'activité parmi les 15 ans ou plus de 49,7 %.
Sur ces 150 actifs de 15 ans ou plus ayant un emploi, 45 travaillent dans la commune, soit 30 % des habitants. Pour se rendre au travail, 81 % des habitants utilisent un véhicule personnel ou de fonction à quatre roues, 0,7 % les transports en commun, 6,8 % s'y rendent en deux-roues, à vélo ou à pied et 11,6 % n'ont pas besoin de transport (travail au domicile).

### Activités hors agriculture
32 établissements sont implantés  à Lavardens au 31 décembre 2019. Le tableau ci-dessous en détaille le nombre par secteur d'activité et compare les ratios avec ceux du département,.
| Secteur d'activité                                                                                        | Commune | Commune | Département |
| Secteur d'activité                                                                                        | Nombre  | %       | %           |
| --- | ------- | ------- | ----------- |
| Ensemble                                                                                                  | 32      |         |             |
| Industrie manufacturière, industries extractives et autres                                                | 4       | 12,5 %  | (12,3 %)    |
| Construction                                                                                              | 6       | 18,8 %  | (14,6 %)    |
| Commerce de gros et de détail, transports, hébergement et restauration                                    | 5       | 15,6 %  | (27,7 %)    |
| Information et communication                                                                              | 1       | 3,1 %   | (1,8 %)     |
| Activités financières et d'assurance                                                                      | 1       | 3,1 %   | (3,5 %)     |
| Activités spécialisées, scientifiques et techniques et activités de services administratifs et de soutien | 5       | 15,6 %  | (14,4 %)    |
| Administration publique, enseignement, santé humaine et action sociale                                    | 7       | 21,9 %  | (12,3 %)    |
| Autres activités de services                                                                              | 3       | 9,4 %   | (8,3 %)     |

Le secteur de l'administration publique, l'enseignement, la santé humaine et l'action sociale est prépondérant sur la commune puisqu'il représente 21,9 % du nombre total d'établissements de la commune (7 sur les 32 entreprises implantées  à Lavardens), contre 12,3 % au niveau départemental.

### Agriculture
La commune est dans le « Haut-Armagnac », une petite région agricole occupant le centre du département du Gers. En 2020, l'orientation technico-économique de l'agriculture  sur la commune est l'exploitation de grandes cultures (hors céréales et oléoprotéagineuses).
|               | 1988  | 2000  | 2010  | 2020  |
| ------------- | ----- | ----- | ----- | ----- |
| Exploitations | 59    | 41    | 37    | 32    |
| SAU (ha)      | 2 860 | 2 991 | 3 074 | 2 836 |

Le nombre d'exploitations agricoles en activité et ayant leur siège dans la commune est passé de 59 lors du recensement agricole de 1988  à 41 en 2000 puis à 37 en 2010 et enfin à 32 en 2020, soit une baisse de 46 % en 32 ans. Le même mouvement est observé à l'échelle du département qui a perdu pendant cette période 51 % de ses exploitations,. La surface agricole utilisée sur la commune a également diminué, passant de 2 860 ha en 1988 à 2 836 ha en 2020. Parallèlement la surface agricole utilisée moyenne par exploitation a augmenté, passant de 48 à 89 ha.

## Manifestations
Rétromotion
Marchés de nuit

## Culture locale et patrimoine

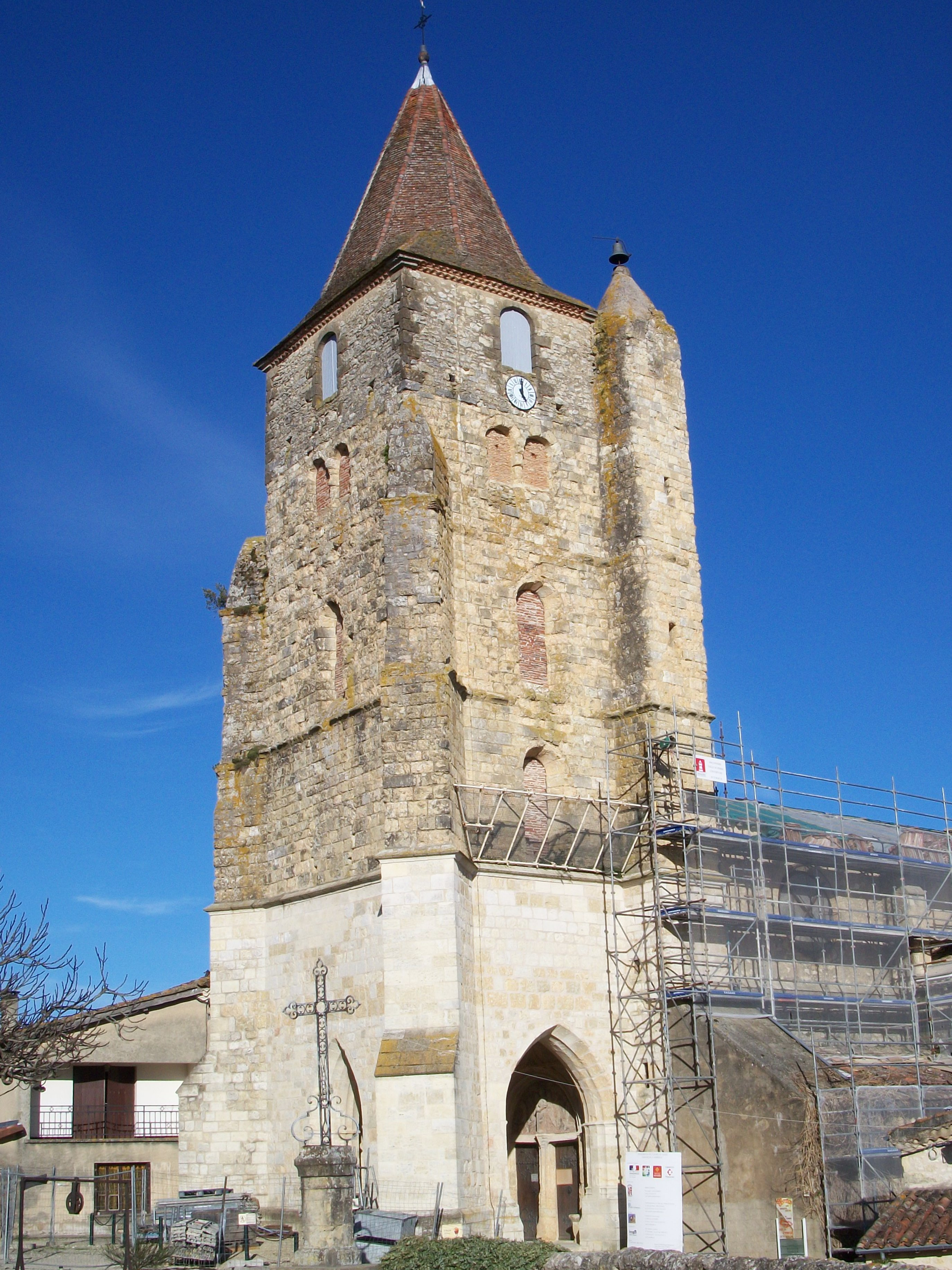
L'église Saint-Michel
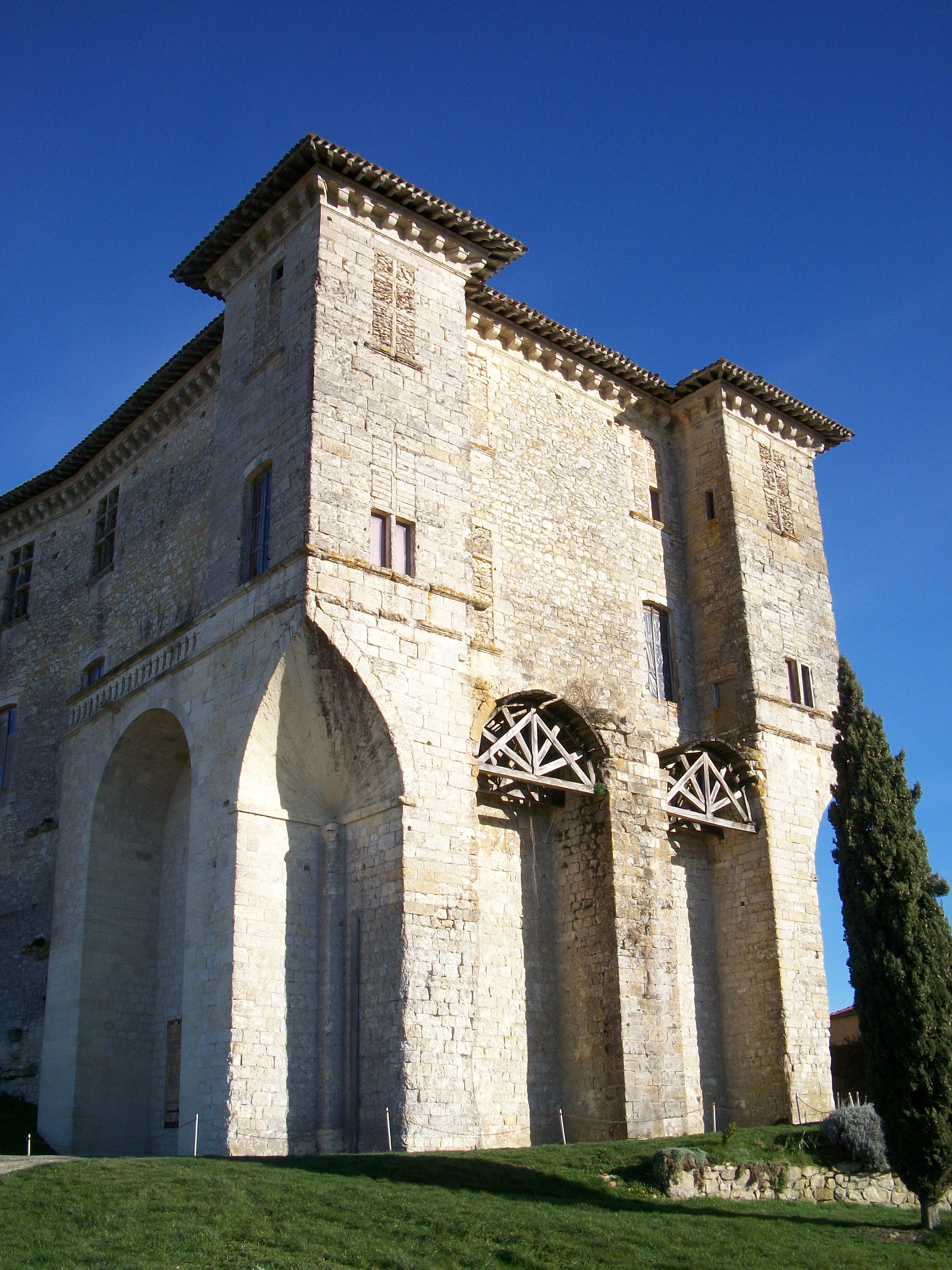
Le château.
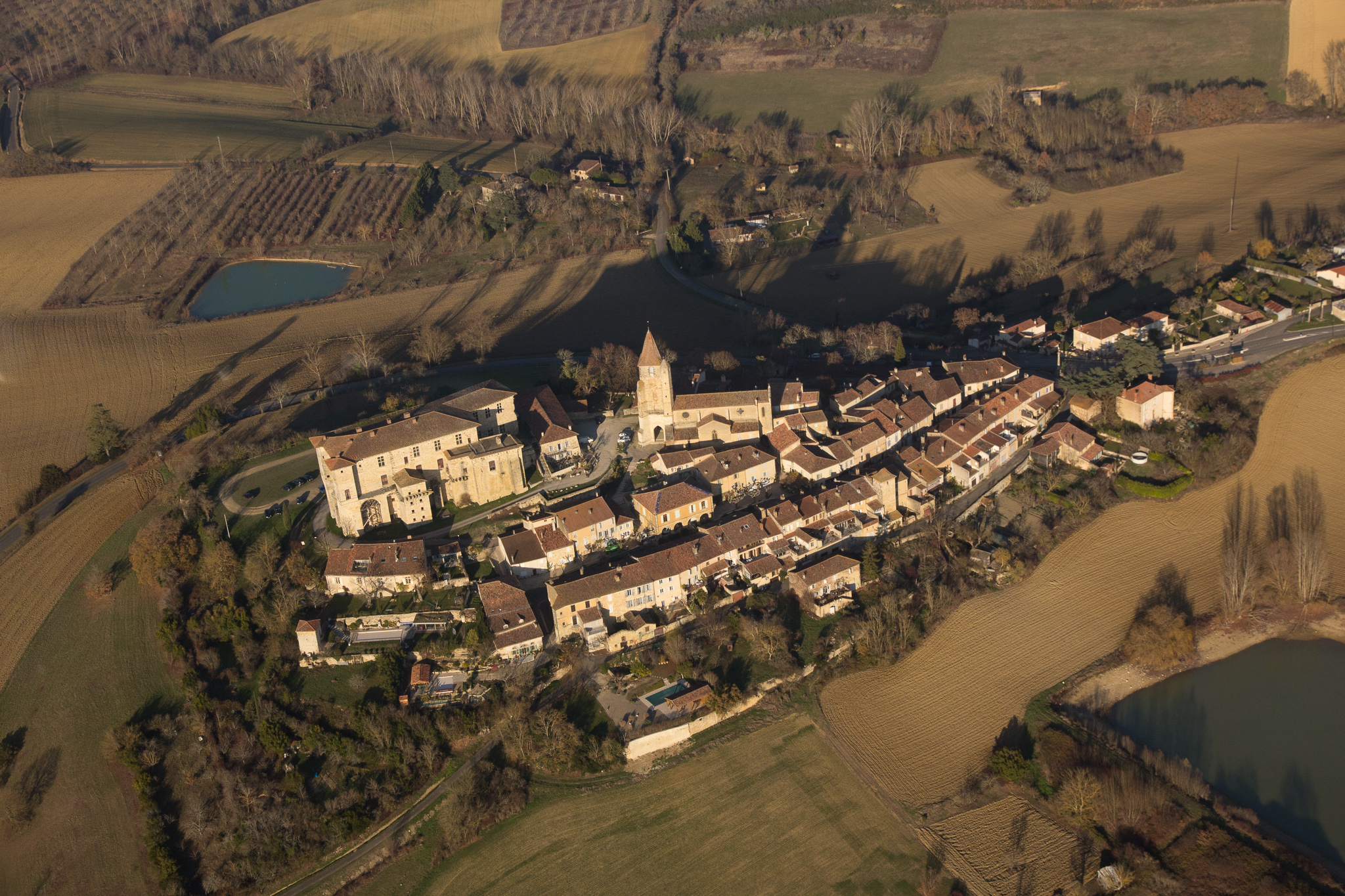
Vue aérienne du village.
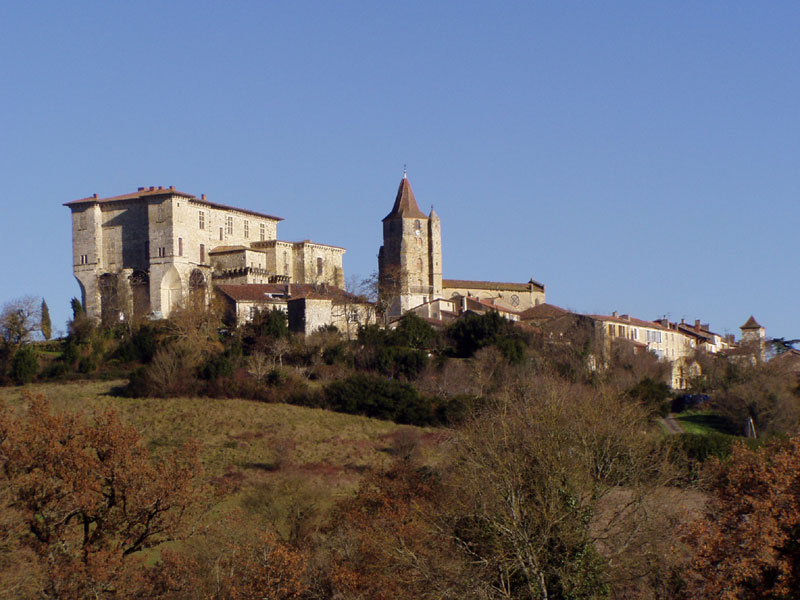
Le village
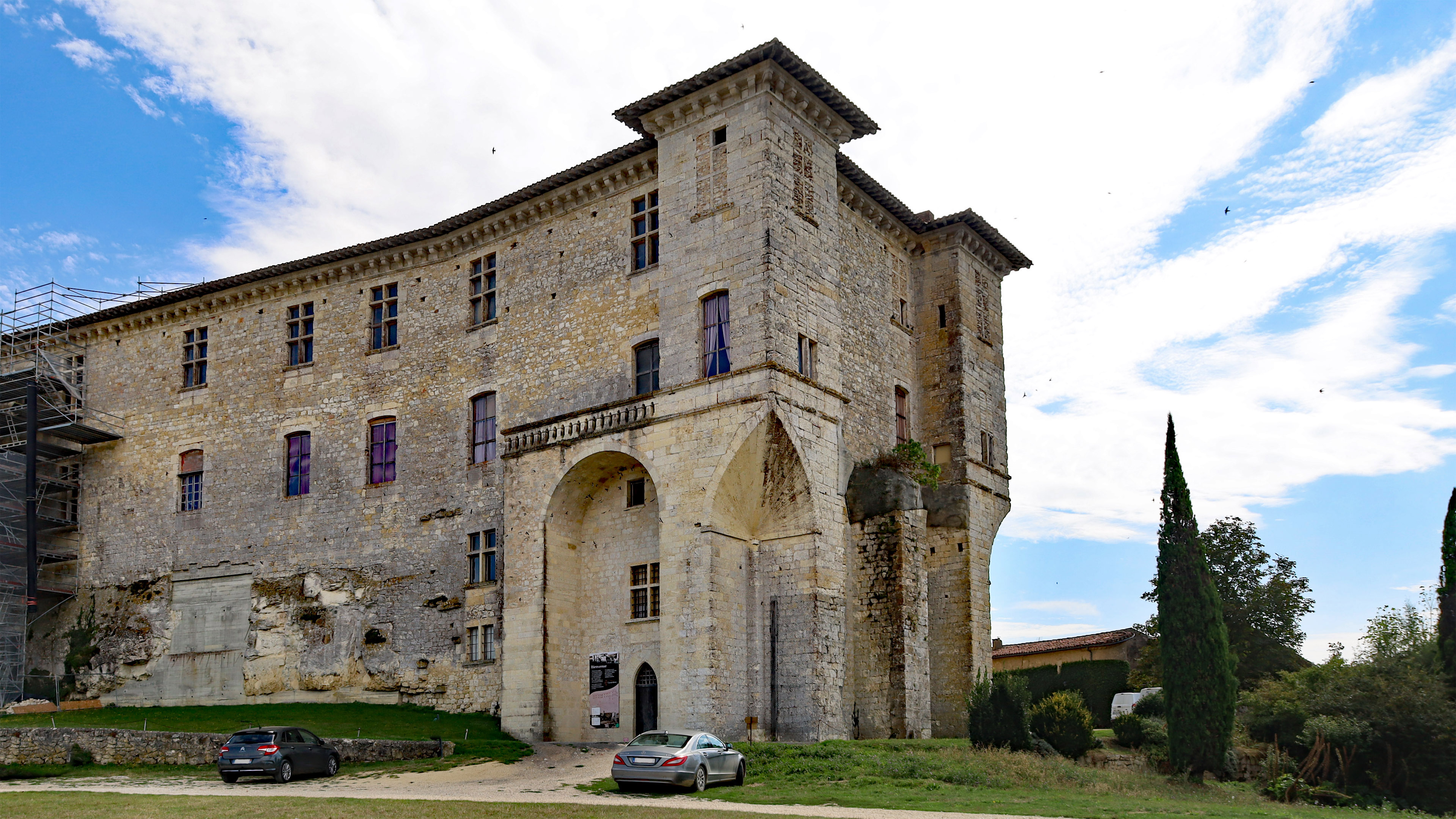
Le château flanc nord.

### Lieux et monuments
Lavardens est homologué comme un des Plus Beaux Villages de France depuis 2011.[réf. nécessaire]

#### Les remparts
Lavardens était entouré de remparts. À ce jour, il ne reste de visible que cinq tours quadrangulaires. La mieux conservée — dite « de Bayonne » — mesure 15 m de haut. Elle a été bâtie en appareil moyen et percée de petites archères archaïques.

#### L'égliseSaint-Michel
Le clocher de l'église est classé au titre objet des monuments historiques depuis 1960.
Le clocher de l'église aurait été le donjon de la forteresse primitive. Mais son éloignement du château contredit cette hypothèse.
L'église a été surélevée au XVe siècle. L'extérieur est caractérisé par un escalier à vis en hors-œuvre et des contreforts angulaires de hauteur dégressive.
Beau vitrail du XVe siècle.

#### Le château de Lavardens
Le village de Lavardens est dominé par l'imposante masse du château. Percé de fenêtres à double croisée de pierre, il fut hardiment lancé vers l'ouest, où la façade est cantonnée de tourelles carrées établies sur des trompes d'angle, en surplomb au-dessus du sentier. Un escalier taillé dans le roc mène aux grandes salles voûtées, à l'acoustique exceptionnelle, dont quelques-unes possèdent un pavement mozarabe de briques roses et de pierres aux motifs géométriques variés (uniques).
Le duc de Roquelaure avait entrepris en 1575 de démolir l'ancienne forteresse médiévale. À partir de 1620, il fit édifier le nouveau château suivant un plan beaucoup plus vaste. Le château n'a pas été construit en se limitant à la plateforme rocheuse d'origine.

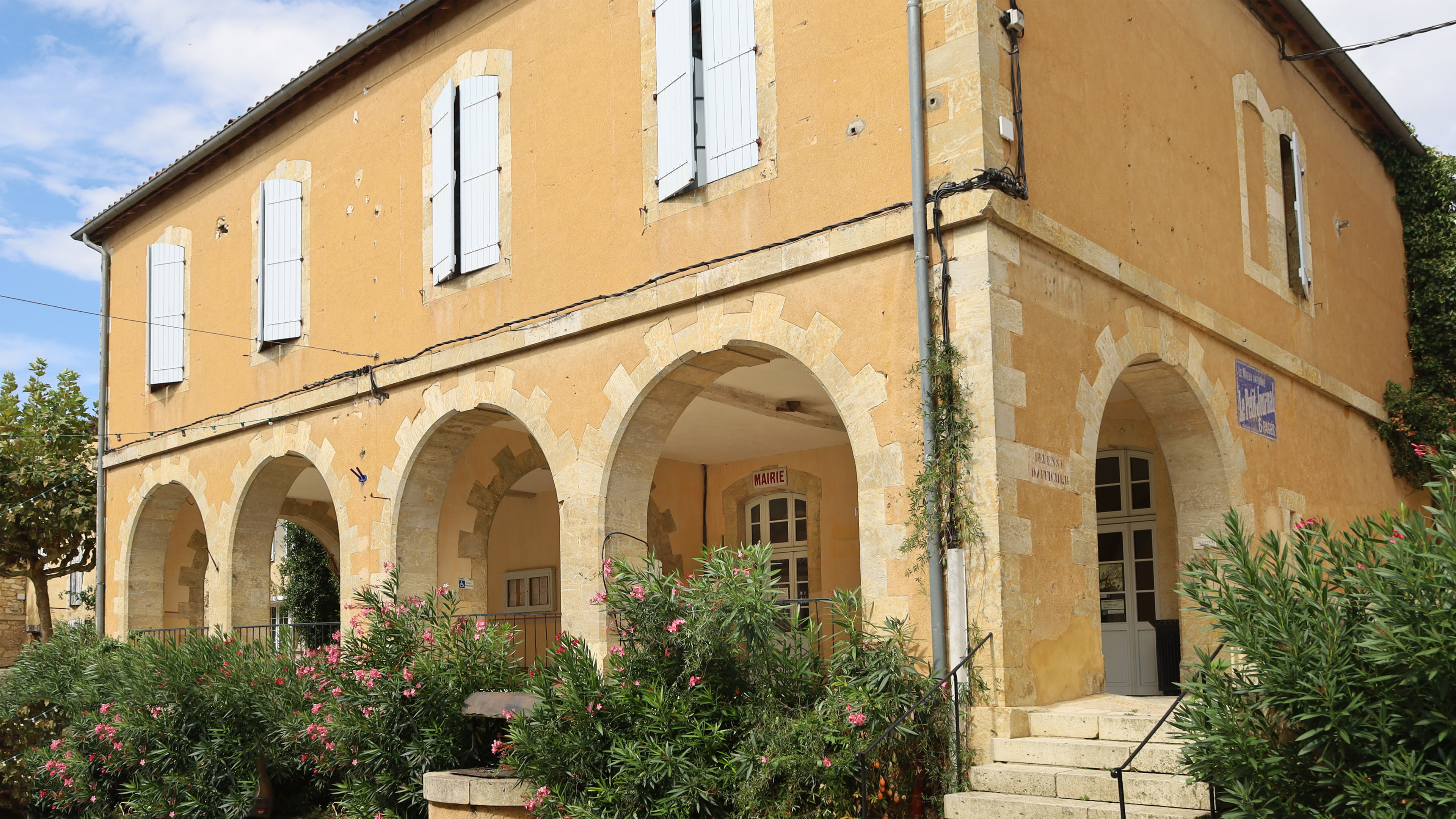
La mairie.
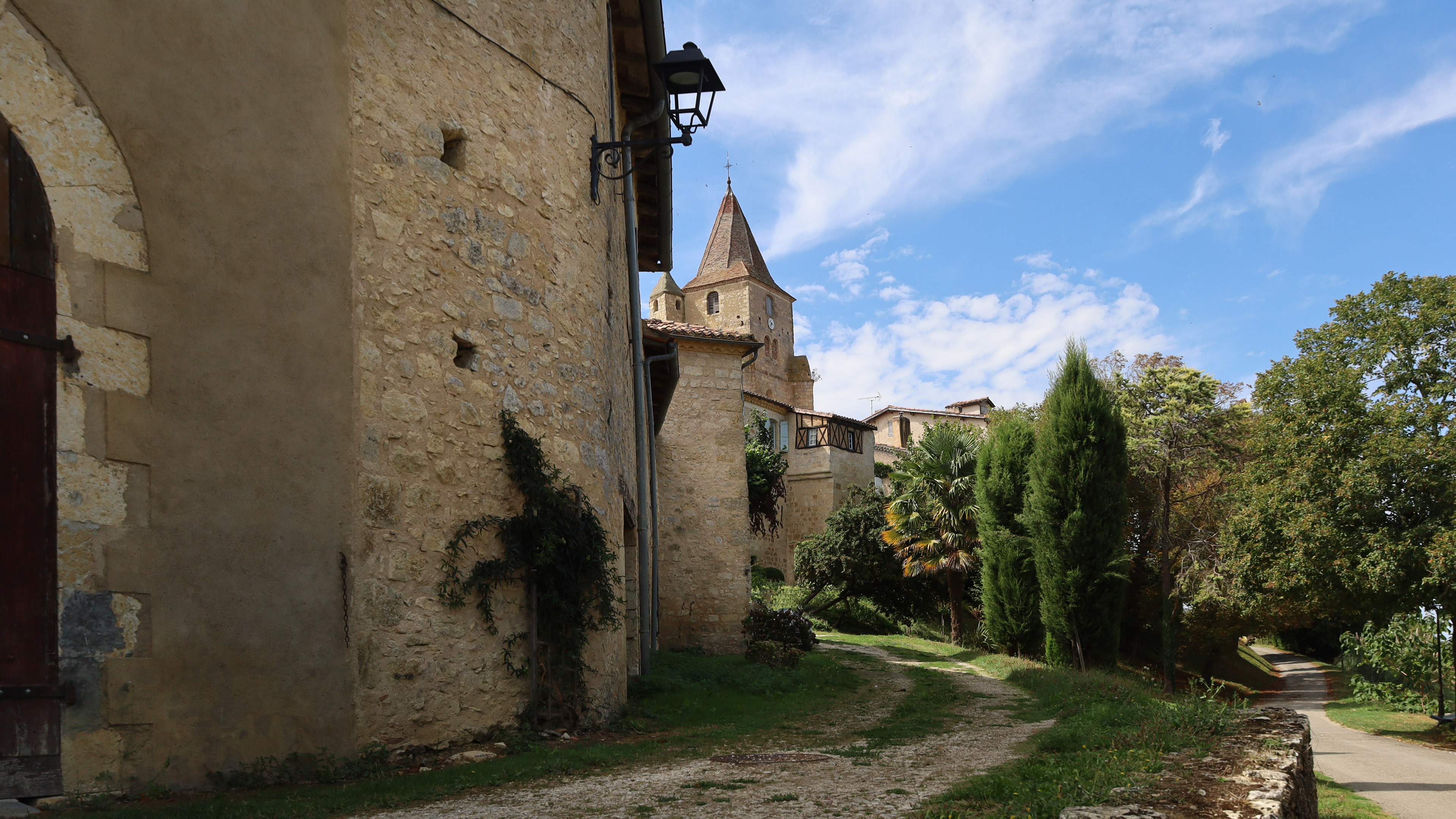
Face nord du vieux village.
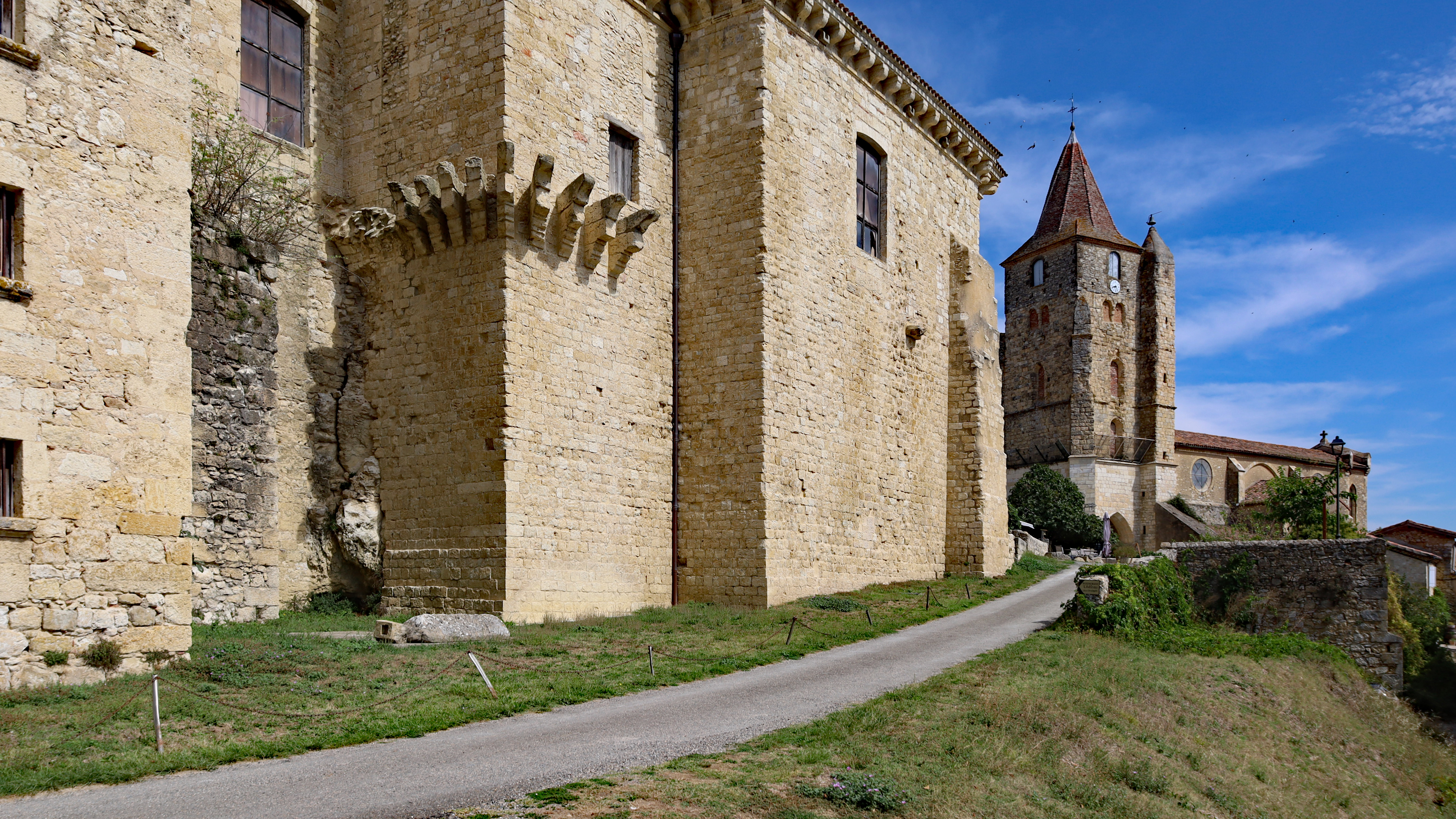
Flanc sud du château.
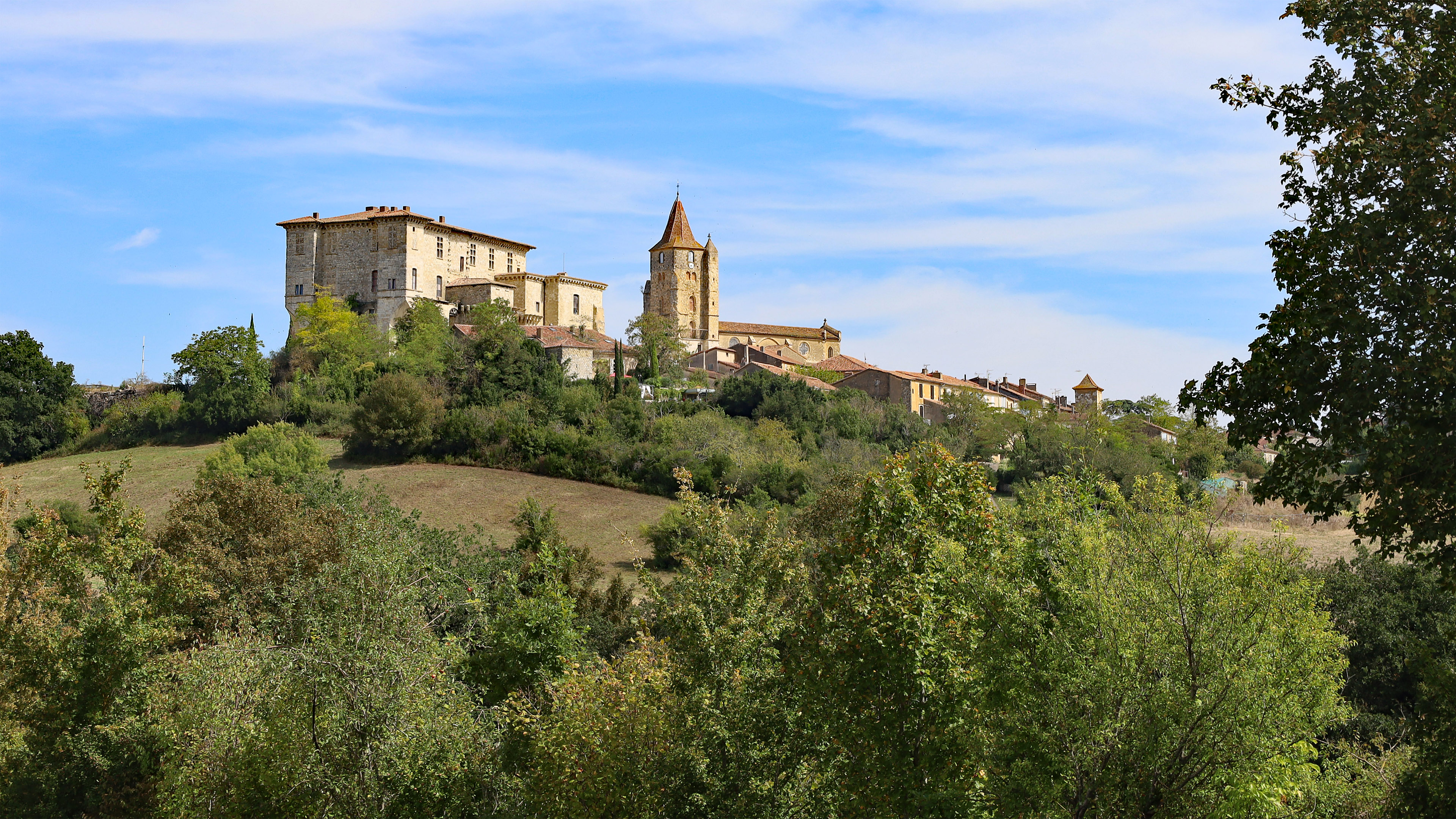
Lavardens vu de l'ouest.

### Personnalités liées à la commune
- Antoine de Roquelaure (1544-1625), maréchal de France.
- Dominique Dugay. Médecin de profession, il fut un poète primé aux Jeux floraux de 1690 pour ses vers en gascon inspirés par les poètes anciens et notamment par Horace[30].

### Héraldique
| Blason de Lavardens | Blason  | Écartelé, aux 1er et 4e d'argent au lion de gueules, au 2d de gueules à un château donjonné d'argent, ouvert de deux portes, ajouré et maçonné de sable, au 3e de gueules à Saint Michel terrassant le dragon, le tout d'argent. |
| Blason de Lavardens | Détails | Créé par William Hemardinquer. Adopté par la municipalité. |

#### Site de l'Insee
1. ↑  « La grille communale de densité », sur insee,fr, 28 mai 2024 (consulté le 27 juin 2024).
2. 1 2  Insee, « Métadonnées de la commune de Lavardens ».
3. ↑  « Liste des communes composant l'aire d'attraction d'Auch », sur insee.fr (consulté le 27 juin 2024).
4. ↑  Marie-Pierre de Bellefon, Pascal Eusebio, Jocelyn Forest, Olivier Pégaz-Blanc et Raymond Warnod (Insee), « En France, neuf personnes sur dix vivent dans l’aire d’attraction d’une ville », sur insee.fr, 21 octobre 2020 (consulté le 27 juin 2024).
5. ↑  « REV T1 - Ménages fiscaux de l'année 2018 à Lavardens » (consulté le 3 février 2022).
6. ↑  « REV T1 - Ménages fiscaux de l'année 2018 dans le Gers » (consulté le 3 février 2022).
7. 1 2  « Emp T1 - Population de 15 à 64 ans par type d'activité en 2018 à Lavardens » (consulté le 3 février 2022).
8. ↑  « Emp T1 - Population de 15 à 64 ans par type d'activité en 2018 dans le Gers » (consulté le 3 février 2022).
9. ↑  « Emp T1 - Population de 15 à 64 ans par type d'activité en 2018 dans la France entière » (consulté le 3 février 2022).
10. ↑  « Base des aires d'attraction des villes 2020 », sur site de l'Insee (consulté le 10 avril 2021).
11. ↑  « Emp T5 - Emploi et activité en 2018 à Lavardens » (consulté le 3 février 2022).
12. ↑  « ACT T4 - Lieu de travail des actifs de 15 ans ou plus ayant un emploi qui résident dans la commune en 2018 » (consulté le 3 février 2022).
13. ↑  « ACT G2 - Part des moyens de transport utilisés pour se rendre au travail en 2018 » (consulté le 3 février 2022).
14. ↑  « DEN T5 - Nombre d'établissements par secteur d'activité au 31 décembre 2019 à Lavardens » (consulté le 12 février 2022).
15. ↑  « DEN T5 - Nombre d'établissements par secteur d'activité au 31 décembre 2019 dans le Gers » (consulté le 12 février 2022).

#### Autres sources
1. ↑  Carte IGN sous Géoportail
2. ↑  Plan séisme
3. ↑  « Le réseau hydrographique du bassin Adour-Garonne. » [PDF], sur draaf.occitanie.agriculture.gouv.fr (consulté le 11 décembre 2021).
4. ↑  « Fiche communale de Lavardens », sur le système d'information pour la gestion des eaux souterraines en Occitanie (consulté le 11 décembre 2021).
5. 1 2  Daniel Joly, Thierry Brossard, Hervé Cardot, Jean Cavailhes, Mohamed Hilal et Pierre Wavresky, « Les types de climats en France, une construction spatiale », Cybergéo, revue européenne de géographie - European Journal of Geography, no 501,‎ 18 juin 2010 (DOI 10.4000/cybergeo.23155, lire en ligne, consulté le 21 novembre 2023)
6. ↑  « Zonages climatiques en France métropolitaine. », sur pluiesextremes.meteo.fr (consulté le 21 novembre 2023).
7. ↑  « Orthodromie entre Lavardens et Beaucaire », sur fr.distance.to (consulté le 21 novembre 2023).
8. ↑  « Station Météo-France « Beaucaire » (commune de Beaucaire) - fiche climatologique - période 1991-2020 », sur donneespubliques.meteofrance.fr (consulté le 21 novembre 2023).
9. ↑  « Station Météo-France « Beaucaire » (commune de Beaucaire) - fiche de métadonnées. », sur donneespubliques.meteofrance.fr (consulté le 21 novembre 2023).
10. ↑  « Climadiag Commune : diagnostiquez les enjeux climatiques de votre collectivité. », sur meteofrance.fr, novembre 2022 (consulté le 21 novembre 2023).
11. ↑  « Liste des zones Natura 2000 de la commune de Lavardens », sur le site de l'Inventaire national du patrimoine naturel (consulté le 27 septembre 2021).
12. ↑  « Liste des ZNIEFF de la commune de Lavardens », sur le site de l'Inventaire national du patrimoine naturel (consulté le 27 septembre 2021).
13. ↑  « Liste des espaces protégés sur la commune de Lavardens », sur le site de l'Inventaire national du patrimoine naturel (consulté le 27 septembre 2021).
14. ↑  « CORINE Land Cover (CLC) - Répartition des superficies en 15 postes d'occupation des sols (métropole). », sur le site des données et études statistiques du ministère de la Transition écologique. (consulté le 14 avril 2021).
15. 1 2  « Les risques près de chez moi - commune de Lavardens », sur Géorisques (consulté le 17 octobre 2022).
16. ↑  BRGM, « Évaluez simplement et rapidement les risques de votre bien », sur Géorisques (consulté le 11 septembre 2022).
17. ↑  « Retrait-gonflement des argiles », sur le site de l'observatoire national des risques naturels (consulté le 11 septembre 2022).
18. ↑  « Liste des cavités souterraines localisées sur la commune de Lavardens », sur georisques.gouv.fr (consulté le 11 septembre 2022).
19. ↑  Site de la préfecture - Fiche de Lavardens
20. ↑  L'organisation du recensement, sur insee.fr.
21. ↑  Calendrier départemental des recensements, sur insee.fr.
22. ↑  Des villages de Cassini aux communes d'aujourd'hui sur le site de l'École des hautes études en sciences sociales.
23. ↑  Fiches Insee - Populations de référence de la commune pour les années 2006, 2007, 2008, 2009, 2010, 2011, 2012, 2013, 2014, 2015, 2016, 2017, 2018, 2019, 2020, 2021 et 2022.
24. ↑  « Les régions agricoles (RA), petites régions agricoles(PRA) - Année de référence : 2017 », sur agreste.agriculture.gouv.fr (consulté le 12 février 2022).
25. ↑  Présentation des premiers résultats du recensement agricole 2020, Ministère de l’agriculture et de l’alimentation, 10 décembre 2021
26. 1 2  « Fiche de recensement agricole - Exploitations ayant leur siège dans la commune de Lavardens - Données générales », sur recensement-agricole.agriculture.gouv.fr (consulté le 12 février 2022).
27. ↑  « Fiche de recensement agricole - Exploitations ayant leur siège dans le département du Gers » (consulté le 12 février 2022).
28. ↑  « Eglise », sur pop.culture.gouv.fr (consulté le 5 août 2020).
29. ↑  Henri Polge, Le château de Lavardens, pp. 225-227, dans Congrès archéologique de France. 128e session. Gascogne. 1970, Société française d'archéologie, Paris, 1970
30. ↑  Essai sur l'histoire littéraire des patois du midi de la France aux XVIe et XVIIe siècles par le Dr J.-B. Noublet, Correspondant du ministre de l'Instruction publique pour les travaux historiques, membre de l'Académie impériale des sciences, inscriptions et belles-lettres de Toulouse, Paris, J. Téchener, Libraire, 1859. Voir p. 61-65, lire en ligne via google books.